# Andorra la Vella közösség
Andorra la Vella  az Andorrai Társhercegség egyik közössége. Székhelye egyben az ország fővárosa, Andorra la Vella. La Massana, Escaldes-Engordany és Sant Julià de Lòria közösséggel határos.

## Népessége
| Közösség         | lakosság 2005. január 1. |
| Falu             | lakosság 2005. január 1. |
| Andorra la Vella | 23587                    |
| Andorra la Vella | 20648                    |
| Santa Coloma     | 2939                     |